# Research and Analysis Wing
Research and Analysis Wing, RAW, är Indiens underrättelsetjänst för underrättelser som gäller utrikesaffärer och relationer med andra länder. Den grundades 21 september 1968 och hade 2000 en budget på 145 miljoner dollar och 8000-10000 agenter i sin sold enligt Federation of American Scientists (budgeten och personalens storlek är hemliga och inte kända för allmänheten).